# 渋谷琴乃
渋谷 琴乃（しぶや ことの、1975年6月9日 - ）は、日本の実業家で、元女優。本名、渡辺 琴乃（旧姓：渋谷）。愛称、こっちゃん。
東京都出身。サンミュージック所属。身長156cm、血液型A型。堀越高校卒業。 日本とドイツのクォーター（母方の祖父がドイツ人）。 夫は俳優の渡辺航。渡辺との間に2男。

## 所属事務所
フットワークプロダクション → 石井光三オフィス → サンミュージック

## 来歴・人物
1986年、日本テレビ『チビッコ歌謡大賞』に出場し、荻野目洋子の曲『Dance Beatは夜明けまで』を歌った事がきっかけで芸能界入り。デビュー当初はモデルをメインとした活動で、フットワーク、花王「ロリエ」などCMに多数出演し注目を集める。当時の所属事務所はフットワークプロダクション。1991年公開の映画『ぼくらの七日間戦争2』の主演に抜擢され、1992年のテレビドラマ『愛はどうだ』（TBS）への三女さなえ役での出演や、セブン-イレブンのCMなどで広く知名度をあげた。以降、映画、テレビ、舞台、ラジオドラマと多岐にわたって活動。CDも出している。
1997年から1999年には文化放送の『日野ミッドナイトグラフィティ 走れ!歌謡曲 サンデースペシャル』のパーソナリティを担当した。
1998年に俳優の渡辺航と結婚。出産後の復帰作である昼ドラ『女優・杏子』では荻野目慶子と共演。以後、2時間ドラマや舞台など、コンスタントに活動していたが、2015年以降は表舞台での活躍はない。
2020年に夫である渡辺と死別する。
『先生はワガママ』で共演した高橋かおりは親友で、リンクしあった互いのブログにしばしば登場する。
2010年11月に出演した『山村美紗サスペンス　京都・源氏物語殺人絵巻』（フジテレビ系）を最後に、この10年以上、表立った活動がなく、引退状態となっており、一般社団法人映像コンテンツ権利処理機構では、連絡先を求めていた。
2024年10月2日、NEWSポストセブンの取材で渋谷の関係者に確認を取った所、「映像コンテンツ権利処理機構」（略称：aRma）の「権利者捜索リスト」から、10月2日付けで彼女の名前が削除されたことがわかった。渋谷の近況を知るテレビ局関係者によれば「(渋谷さんは)10年以上前から芸能関係の仕事とは距離を置いています。現在は夫の会社を引き継ぎ、別業界の仕事に就いており、当時の関係者とも連絡を取ったりもしている」という。
リストから名前が削除された同日、NEWSポストセブンは本人に接触することが出来、「元気でやっています」とコメントした。

## 出演

### 映画
- オクトパスアーミー シブヤで会いたい（1990年）
- ぼくらの七日間戦争2（1991年） - 主演
- 虹の橋（1993年） - きく 役
- 居酒屋ゆうれい（1994年） - 理恵 役
- 君を忘れない（1995年） - 片岡瑞穂 役
- 恋は舞い降りた。（1997年） - レジの女の子 役※特別出演
- オレンジ★ダイナマイト（2005年） - 自主製作映画／特別出演
- 殺人蜂キラービー（2005年） - 特別出演
- I am 日本人（2006年） - 特別出演
- 苦い蜜〜消えたレコード〜（2010年）

### テレビドラマ
- 劇的空間 キ・ス・の・し・か・た 第1話「キスの記憶」（1991年、日本テレビ） - 主演
- 愛はどうだ（1992年、TBS） - 三崎さなえ 役
- WEEKENDスピリッツコンビニエンスドラマ3「飛燕草」（1992年、テレビ朝日） - 主演
- 土曜ドラマ「オバサン咲いた!」（1993年6月19日、NHK総合）
- とっておきの夏 18歳、洋子の選択（1993年、TBS） - 主演
- 月曜ドラマ・イン「愛してるよ!」（1993年、テレビ朝日） - 久慈香澄 役
- 先生はワガママ（1994年、朝日放送）
- 土曜ワイド劇場（テレビ朝日）
  - そして誰もいなくなる（1994年） - 江島小雪 役
  - 殺人迷宮課の名警部 連鎖の追跡（1998年7月）
  - 家政婦は見た!17（1999年） - 高根沢光子 役
  - 新・赤かぶ検事奮戦記11（2000年、朝日放送） - 寺沢直子 役
  - 終着駅シリーズ
    - 「砂漠の暗礁」（2001年） - 藤村雅子 役
    - 「悪の条件」（2007年） - 竹野美紀 役

  - 炎の警備隊長・五十嵐杜夫4（2005年） - 桜田美知子 役
  - ユニット（2006年2月11日） - 真鍋由美役
  - 西村京太郎トラベルミステリー49 「日光・鬼怒川殺人ルート」（2008年4月26日） - 佐伯千明役
  - 内田康夫サスペンス・福原警部（2009年） - 木村多恵子 役
  - 法医学教室の事件ファイル31（2010年9月25日）
- UHBドラマストリート「月のベンチで、待っているから」（1995年、北海道文化放送） - 主演
- 江戸の用心棒 第20話「汚された恋文」（1995年、日本テレビ） - おさき 役
- 私、味方です（1995年、TBS） - 岡野珠美 役
- 魚河岸のプリンセス（1995年、NHK ドラマ新銀河） - 西尾育美 役
- うちの母ですが…（1995年、テレビ朝日）
- ぽっかぽか2（1995年、TBS） - 桜庭香織 役
- 木曜の怪談 怪奇倶楽部（1995年、フジテレビ）
- BS日曜ドラマ「女にも七人の敵」（1996年2月、NHK-BS2）
- 月曜ドラマスペシャル 「監察医・薮野善次郎」シリーズ（1996年 - 、TBS） - 薮野悦子 役
- 月曜ドラマスペシャル「演歌・唱太郎の人情事件日誌1」（1996年、TBS） - 高山静香 役
- いい日旅立ち〜4つの卒業〜（1996年、フジテレビ） - 永瀬由香利 役
- 花王 愛の劇場「WHO!?」（1997年、TBS） - 大福吉美 役
- 白線流し 〜19の春（1997年、フジテレビ）
- 名探偵・金田一耕助シリーズ 第24作「幽霊座」（1997年1月3日、TBS） - 香織 役
- 家政婦は見た! 第3話（1997年、テレビ朝日 木曜ドラマ） - 水木あかね 役
- WITH LOVE （1998年、 フジテレビ）‐斎藤智美役
- NHKドラマ館「35歳・夢の途中」（1998年10月24日、NHK総合）
- 元禄繚乱（1999年、NHK） - おてつ 役
- はみだし刑事情熱系 第6シリーズ 第11話（2001年、テレビ朝日）
- 女優・杏子（2001年、東海テレビ放送） - 大野友子 役
- 名探偵キャサリン11 殺人のイリュージョン（2002年6月3日、TBS） - 芦川由麻/野沢良江（二役）
- 火曜サスペンス劇場「警部補 佃次郎15」結婚しない女（2002年7月2日、日本テレビ） - 三沢七美 役
- ダムド・ファイル（シーズン2）／file no.0015「旅館・加茂郡」（2003年、名古屋テレビ）
- 温泉へ行こう 第4シリーズ 第53話、第54話（2003年、TBS） - 良子 役
- よい子の味方（2004年、TBS） - 緑川清子 役
- 女医・優〜青空クリニック〜（2004年、東海テレビ放送） - 柴田美幸 役
- はぐれ刑事純情派 ファイナル 第4話（2005年5月11日、テレビ朝日）
- 水曜ミステリー9（テレビ東京）
  - 「芸者小春姐さん奮闘記」シリーズ - 「花乃屋」芸妓・福豆 役 
    - 向島血文字殺人事件（2005年）
    - 赤い折り鶴殺人（2006年）
    - 宵待草殺人事件（2006年）
    - 乱れ桜殺人事件（2007年）
    - 花街悲恋殺人事件（2008年）
    - 加賀VS江戸友禅殺人事件（2009年）

  - 指紋捜査官・塚原宇平の神業  - レギュラー・麻生翔子 役 
    - 指紋捜査官・塚原宇平 生き返った指紋（2005年11月23日）
    - 指紋捜査官・塚原宇平の神業(2)指紋は語る（2006年10月18日）
    - 指紋捜査官・塚原宇平の神業(3)船上殺人と3億円強奪の点と線!（2008年5月14日）

  - 北アルプス山岳救助隊・紫門一鬼9 白馬山岳ツアー天空の密室殺人（2007年7月18日） - 三崎沙耶 役
- おみやさん(2005年、テレビ朝日)
- こちら本池上署（2005年） - 井口遥 役
- ほんとにあった怖い話 恐怖郵便26週目-防空壕のお姉さん-（2005年2月7日、フジテレビ） - 立花久美子 役
- 弁護士のくず 第8話（2006年、TBS） - 根津友紀子 役
- 相棒 Season5 第6話「ツキナシ」（2006年11月15日、テレビ朝日） - 永田沙織 役
- 魂萌え! 第2話「水底の光」（2006年10月28日、NHK総合）
- ひとがた流し （2007年、 NHK） - 秋山菜緒 役
- 月曜ゴールデン森村誠一サスペンス(7)「時」（2008年9月15日、TBS） - 江島真由美 役
- 幼獣マメシバ（2009年、UHF） - 芝加代子 役
- 必殺仕事人2009 第12話「冤罪」（2009年、朝日放送） - サト役
- ゴッドハンド輝 第4話（2009年、TBS） - 皇聡子役
- パナソニック ドラマシアター「水戸黄門」第40部 第2話ゲスト「好色強欲の悪党ども!・日光」（2009年8月3日、TBS）
- 土曜プレミアム「裸の大将 火の国・熊本篇〜女心が噴火するので〜」（2009年10月24日、フジテレビ）
- コード・ブルー -ドクターヘリ緊急救命- 2nd season 第10話（2010年3月15日、フジテレビ）
- チーム・バチスタ2 ジェネラル・ルージュの凱旋 第8話,第9話（2010年5月25日,6月1日、フジテレビ） - 坂崎裕美子 役
- 金曜プレステージ　山村美紗サスペンス『京都・源氏物語殺人絵巻』（2010年11月12日、フジテレビ）

### オリジナルビデオ
- BLACK MAFIA 絆（2008 - 2009年）
- 修羅の血涙

### ラジオ
- Radio THIS内コーナー「渋谷琴乃の“お腹空いた〜！”」（毎日放送）
- 日野ミッドナイトグラフィティ 走れ!歌謡曲サンデースペシャル（文化放送）

ラジオドラマ
- 青春アドベンチャー（NHK-FM）
  - 「金春屋ゴメス」- 奈美 役（2006年）
  - 「天使の卵-エンジェルス・エッグ」（1994年）
  - 「新宿鮫・氷舞」（1997年）
  - 「天使のリール」主演 - 角田潮里 役（1998年）
- ミッドナイト・ポップライブラリー「花響」から（2002年、NHK-FM）朗読
- FMシアター（NHK-FM）
  - 「枝の上の白色レグホン」（1997年3月29日）
  - 「772条の家族」主演 - 木田美奈 役（2007年3月10日）

### 舞台
- 「Since〜果てしない二人」2001年9月26日 - 10月3日
ウォーキングスタッフ プロデュース 下北沢「劇」小劇場
- 「南国プールの熱い砂」2006年7月26日 - 8月6日、
こどもの城＋ネルケプランニング　プロデュース、渋谷・青山円形劇場

### CM
- フットワーク（1990年）
- 荏原製作所（1990年）
- 花王 ロリエ（1991年 - 1993年）
- 日清食品 らうめん（1991年）
- セブン-イレブン（1995年 - 1996年）
- エステdeミロード（1997年） - 中村あずさ、藤谷美紀と共演

## 音楽
シングル
1. バレリーナになれない（1992年10月14日、東芝EMI／TODT-2909）
  - バレリーナになれない - 作詞：秋元康／作曲・編曲：後藤次利
  - Blue Horizon - 作詞：秋元康／作曲・編曲：後藤次利
2. Befriend（1996年6月5日、東芝EMI／TODT-3739）
  - Befriend - 作詞：川村真澄／作曲：新川雅啓／編曲：京田誠一
  - One More Time - 作詞：許瑛子／作曲：羽場仁志／編曲：富田素弘

※「Befriend」はテレビ東京系特撮テレビドラマ『七星闘神ガイファード』のED主題歌、カップリングの「One More Time」はカプコンのゲームソフト『ロックマンX3』のOP主題歌として使用された。

アルバム
1. 七星闘神ガイファード オリジナル・サウンドトラック（1996年6月26日、東芝EMI／TOCT-9458）
  - Befriend - 作詞：川村真澄／作曲：新川雅啓／編曲：京田誠一
  - One More Time - 作詞：許瑛子／作曲：羽場仁志／編曲：富田素弘
  - I'm Believer - 作詞：mayumi／作曲・編曲：su'zuki

※「I'm Believer」はカプコンのゲームソフト『ロックマンX3』のED主題歌として使用された。